# إلوي روم
إلوي روم (بالهولندية: Eloy Room) هو لاعب كرة قدم هولندي في مركز حراسة المرمى، ولد في 6 فبراير 1989 في نايميخن في هولندا. شارك مع منتخب هولندا تحت 20 سنة لكرة القدم ومنتخب كوراساو لكرة القدم. أما مع النوادي، فقد لعب مع غو أهد إيغلز وفيتيسه آرنهم وكولومبوس كرو ونادي آيندهوفن.

## وصلات خارجية
- إلوي روم على موقع الدوري الأمريكي (الإنجليزية)
- إلوي روم على موقع قاعدة بيانات كرة القدم.إي يو (الإنجليزية)
- إلوي روم على موقع ناشيونال فوتبول تيمز (الإنجليزية)
- إلوي روم على موقع Soccerway.com (الإنجليزية)
- إلوي روم على موقع عالم كرة القدم.نت (الإنجليزية)